# Molson Stadium
El Percival Molson Estadio Conmemorativo (también conocido en francés como Stade Percival-Molson; generalmente referido a Molson Stadium en inglés, es un estadio de fútbol canadiense localizado en el centro Mont-Royal en la ciudad de Montreal, provincia de Quebec, Canadá. Nombrado en honor de Percival Molson, el estadio es propiedad de la Universidad McGill y es la casa de los Montreal Alouettes de la Canadian Football League y el McGill Redmen de Quebec de la Liga de Fútbol Universitario. El estadio tiene una capacidad de 25 012.

## Historia

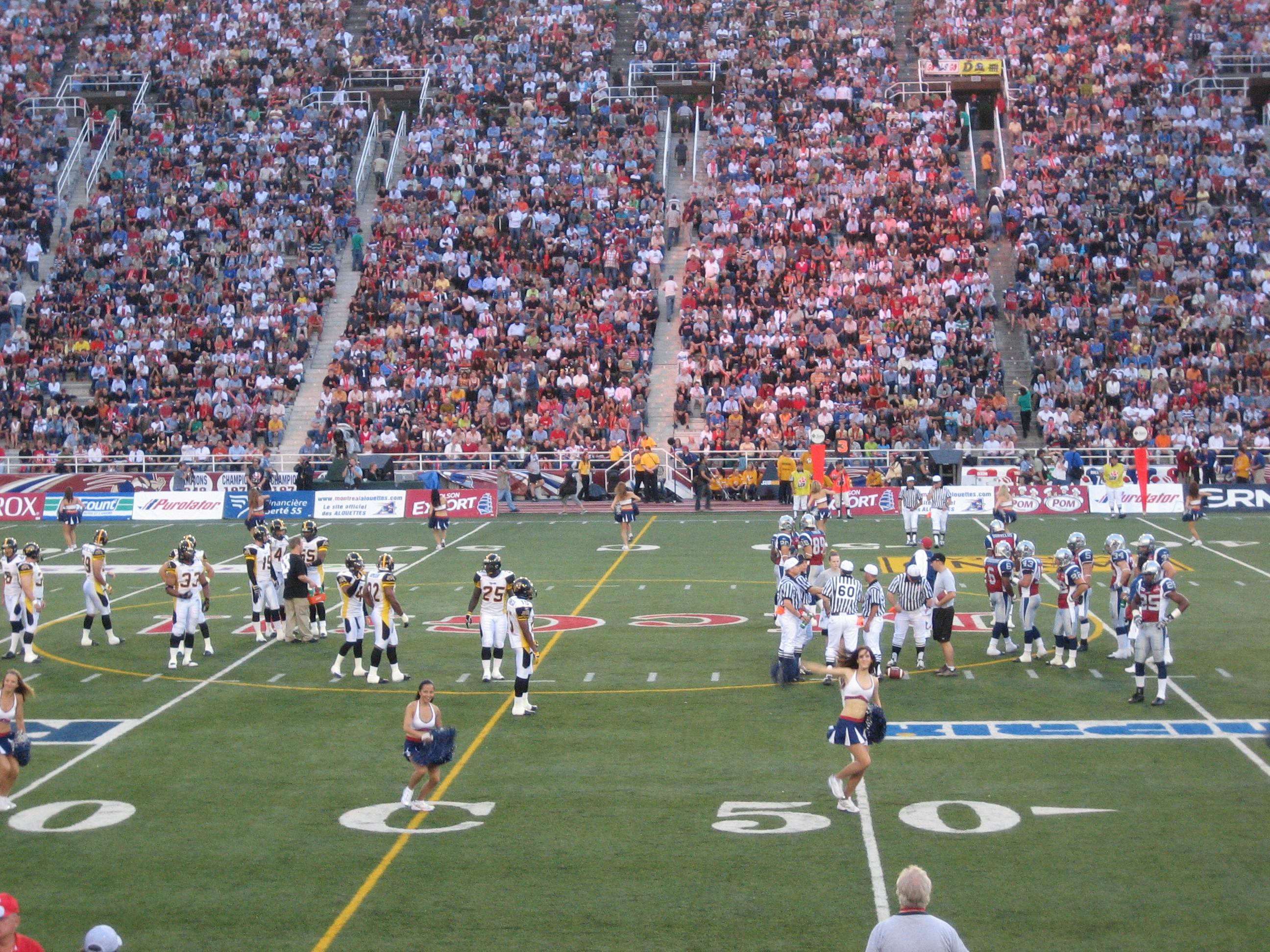
Montreal Alouettes cheerleaders entretienen a la multitud durante un tiempofuera en un juego contra el Hamilton Tigre-Gatos el 6 de julio de 2006, en el Molson Estadio.

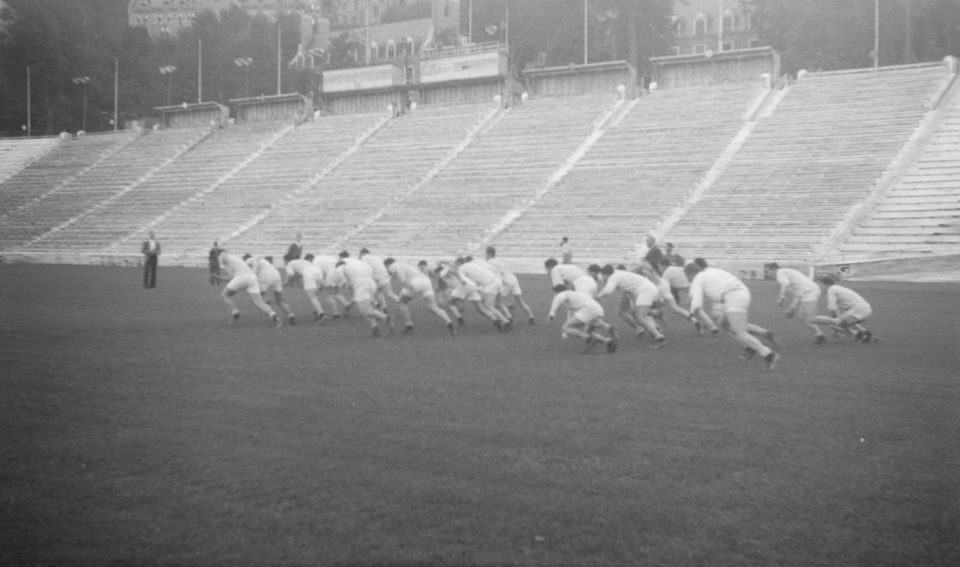
Práctica de fútbol en 1941

La construcción terminó en 1914 en lo que era entonces conocido como el estudio de lincenciados de McGill en Mont-Royal, en la esquina de Universitario y Pino (avenida Des Alfileres). El estadio sentó dormint a través de Primera Guerra Mundial con el cese de fútbol de 1914 a 1918. El 5 de julio de 1917, el Capitán Percival Molson (1880–1917), un alumno y deportista de la McGill protagonizó quién había sido instrumental en conseguir el plan de estadio aprobado, era muerto en acción en Francia (Molson era el bisnieto de brewer John Molson). Su voluntad dejó $75 000 al universitario para ayudar a la mayoría de los costes totales para la conclusión del estadio. Otros donantes individuales cuya generosidad ayudó para que el proyecto terminara y renovara el plan de estadio era William C. Macdonald Y John W. McConnell. Diseñado por Percy Erskine Nobbs, el estadio era oficialmente llamado McGill Gradúa' Estadio en un intercolegial la pista conoce el 22 de octubre. Esté rebautizado Percival Molson Estadio Conmemorativo el 25 de octubre de 1919 por el tablero de la universidad de Gobernadores, en honor de su héroe caído.
El Montreal Alouettes jugó en el estadio de 1954 a 1967 antes de mover al Autostade.  Cuándo la franquicia de un revivido Alouettes estuvo forzada para mover un juego de playoff fuera de Estadio Olímpico debido a un concierto de U2, movieron el juego a Molson Estadio. El juego era un éxito, incitando el Als para hacer que el Estadio Molson su primer estadio fuera la estación siguiente.  Aun así, todos juegos de play off están jugados en Estadio Olímpico, el cual hasta que 2007 jugaba al menos un juego de casa. Percival Molson es también en casa del Selwyn Casa Gryphons y el McGill Redmen fútbol y equipos de rugby. Sea la casa del CFL Montreal Alouettes de 1954 a 1967. El único juego de Tazón de Grey Cup que ha sido jugado en Molson el estadio era en 1931. No obstante, sea el primer tiempo el Grey Tazón había sido disputado fuera de Ontario. Lo También servido como local para hockey de campo, durante los Juegos Olímpicos de Montreal 1976 Siente 20 202 y había sido vendido para Alouettes juegos el 12 de agosto de 1999 hasta la 2009 renovación.
La decisión del Alouettes' para regresar un equipo local era problemática porque el equipo era patrocinado por la compañía Labatt Brewing y el estadio compartía el nombre de su competidor importante, Molson, aunque no nombrado para él. Finalmente, el equipo escogió cambiar patrocinadores y ha sido patrocinado por Budweiser desde entonces 2014. En 2004, El Alouettes instalaron un FieldTurf superficie en Estadio Molson que sigue en uso.

## Renovación

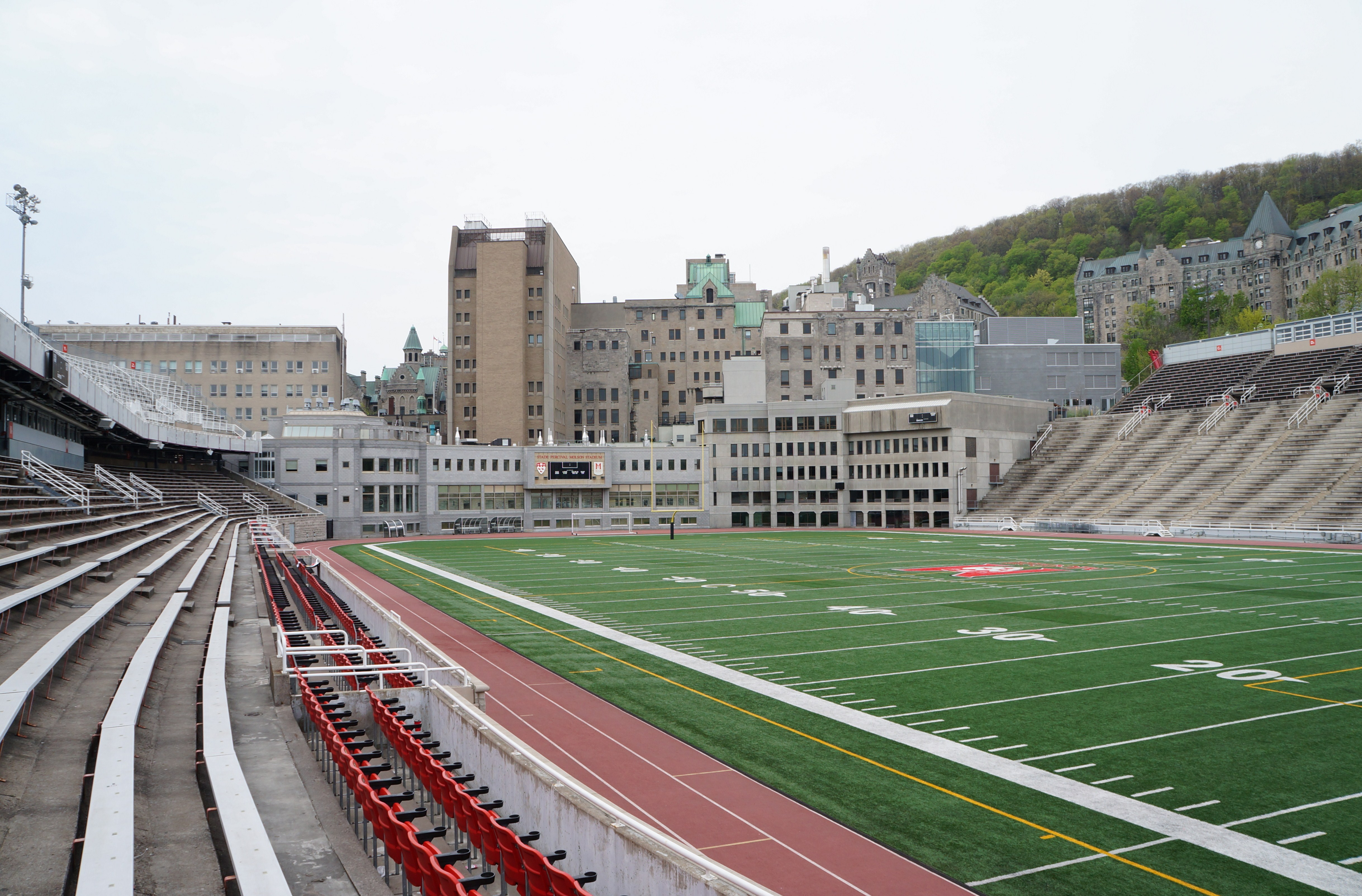
Percival Molson Memorial Stadium

El estadio Molson ha sido renovado y ampliado, añadiendo casi 5000 asientos para el torneo de CFL 2010. El proyecto para ver del estadio más pequeño de la CFL aumentó a una capacidad de sentar de 25 012 su remodelación costó $29.4 millones. Once filas estuvieron sacadas del lado del sur del estadio para construir un segundo nivel y añadir la mayoría de los asientos nuevos, aproximadamente 3800 butacas. También, se instalaron graderios provisionales al final de la zona este siendo reemplazada con 1500 asientos permanentes, una sección nueva estuvo añadida a la esquina de noreste, y 19 nuevos suites privados fueron construidos. El coste de las renovaciones estuvo compartido por el gobierno de Quebec ($19.3 millones), la ciudad de Montreal ($4 millones), y Robert Wetenhall, el Alouettes' dueño ($6 023  935).

## Diseño
Porque la superficie de jugar está rodeada por una pista de correr, el lleno ancho de 65 patios de las zonas de fin no es disponibles en las dos líneas de fin. Aun así, el ancho lleno es disponible para más de la mitad de cada zona de fin, con las piezas desaparecidas únicas siendo los bits relativamente pequeños de las esquinas. Tan del 2014 CFL estación,  es el estadio único en el CFL para cortar las esquinas en las zonas de fin.